# ケンウッド
株式会社ケンウッド（英: Kenwood Corporation）は、かつて家庭用オーディオ機器、およびカーマルチメディア機器（カーオーディオ・カーナビゲーションなど）、無線通信機器（アマチュア無線、業務無線など）などを製造・販売していた日本の電機メーカーである。本社は東京都八王子市北八王子工業団地内に所在した。
2008年（平成20年）10月1日に同業の日本ビクターと経営統合し、JVC・ケンウッド・ホールディングス（現・JVCケンウッド）を設立、その後2011年（平成23年）10月1日に日本ビクター、J&KカーエレクトロニクスとともにJVCケンウッドへ吸収合併された。
ブランドステートメントは 「Listen to the Future」。

## 設立経緯と事業遷移
長野県駒ヶ根市に有限会社春日無線電機商会として設立。当初は高周波コイル（ラジオ受信機の部品）製造からスタートした。山に囲まれ外来電波が届きにくい、すなわち非常に静穏でノイズが少ない電波環境である伊那谷で培った高周波技術がFMチューナー、無線機器の礎となっている（非常に高性能な電波暗室を所有することができた）。
1947年に商標を「TRIO」とし、1960年には社名もトリオに変更。オーディオブーム全盛の頃には山水電気（のち2014年に破産）、パイオニア（現在はオンキヨーテクノロジーが事業継承）と並び「オーディオ御三家」とされ「サン・トリ・パイ」と通称された。なお、創立者の春日兄弟は、1972年に社内クーデターで社を追われ、アキュフェーズを設立している。
長年アマチュア無線や受信機を手がけてきた技術を評価され「チューナーのトリオ」とも呼ばれていた。アマチュア無線機器ではアイコム、八重洲無線（のちのバーテックススタンダード。前身のひとつ）と共に、三巨頭を形成していた。日本で初めてアマチュア無線用送信機「TX-88A」を世に送り出した社である。
2008年での主力商品は、カーマルチメディア機器、家庭用オーディオ機器、無線機器であった。カーオーディオは富士重工業（現・SUBARU）や本田技研工業などに純正オーディオとしてOEM供給されていた。
かつては単体のラジオ受信機、携帯電話、PHS、コードレス電話、ファクシミリ、磁気テープなどの製造、音楽レコードの制作（トリオレコード）を行っていたが、業績不振により撤退している。オシロスコープなどの計測機器事業は1996年より子会社のケンウッド・ティー・エム・アイ（Kenwood TMI Corp.）が開発・製造・販売を行っていたが、2002年に日本毛織へ譲渡。同社は、2006年12月1日より株式会社テクシオ（TEXIO CORPORATION）に社名を変更。さらに2013年にはGOOD WILL INSTRUMENT（GW Instek）傘下となり、株式会社テクシオ・テクノロジーに社名変更して現在に至る。デジタルオーディオプレーヤー市場には、2001年初頭にWMAフォーマット対応のCDプレーヤータイプ、2005年にフラッシュメモリタイプで参入。当初はクリエイティブ社のOEM供給を受けていた。また、MEDIA kegシリーズでリニアPCMレコーダーを発売したことがある（ただし2011年度をもって生産終了）。
かつて、TDKからOEM供給を受け、コンパクトカセットを販売していた。

### 日本ビクターとの経営統合
2006年12月、松下電器産業（現・パナソニック）から日本ビクターを買収する交渉に入ったという報道がなされたが、最終的には条件が折り合わず見送った。
2007年7月24日、日本ビクターが8月10日に総額350億円の第三者割当増資を行い、2008年に持株会社による経営統合することを前提に、ケンウッドが200億円、スパークス・グループが150億円を引き受け、業務・資本提携で合意。10月1日、折半出資で技術開発合弁会社、J&K テクノロジーズ株式会社を新設。カー及びホームエレクトロニクス技術開発のコラボレーションがスタートした。
2008年6月27日、同年10月1日に共同持株会社・JVC・ケンウッド・ホールディングス（本店は横浜市のビクター本店内）を設立し、経営統合することが株主総会で承認された。ケンウッド及びビクターは9月25日に上場廃止となった。のち、共同持株会社であるJVC・ケンウッド・ホールディングス株式会社が10月1日に設立・上場され、ケンウッドは同社傘下の事業会社となった。
2011年5月13日、10月1日にケンウッドを含む3事業会社と、JVC・ケンウッド・ホールディングス（8月1日に株式会社JVCケンウッドに改称）が合併する計画が発表された。10月1日に予定どおり合併が行われ、株式会社ケンウッドなる法人は65年の歴史に幕を下ろした。

## 沿革
- 1946年 - 有限会社春日無線電機商会を長野県駒ヶ根市に設立。
- 1947年 - 商標を「TRIO」に決定。
- 1950年 - 商号を春日無線工業株式会社に変更。
- 1955年 - 東京都大田区に東京事業所を設立。
- 1960年 - 商号をトリオ商事株式会社に変更。
- 1961年 - 東京証券取引所市場第二部に上場。日本国外向けブランド「KENWOOD」を設定。
- 1963年 - 東京都八王子市に八王子事業所を設立（のちの本社）。
- 1969年 - 東京証券取引所市場第一部に上場。音楽レコード事業に進出（レーベルは「トリオレコード」）。
- 1979年 - シンガポールに初の日本国外工場を設立。
- 1980年 - カーオーディオ事業に進出。
- 1981年 - 山形県鶴岡市に「東北トリオ株式会社」（のちの山形ケンウッド）設立。
- 1985年 - 音楽レコード事業から撤退。
- 1986年 - 商号を株式会社ケンウッドに変更。
- 1989年 - 東京事業所を神奈川県横浜市緑区に移転、横浜事業所を設立。
- 1990年 - 長野県伊那市に「株式会社長野ケンウッド」を設立。
- 1994年 - 中国上海市に「上海建伍電子有限公司」（当初はは合弁）を設立。
- 1996年 - マレーシア工場を設立。
- 2001年 - 中期再建計画を発表。
- 2002年 - 産業再生法を申請し、抜本再建計画を発表。本社を東京都八王子市に移転。
- 2004年 - 東洋通信機株式会社（のちのエプソントヨコム）より無線機事業譲受。
- 2005年 - ブランド「ケンウッド」が25周年を迎える。アイコム株式会社と技術面及び資本面で提携。
- 2007年 - 米国の無線通信事業会社であるZetron社を子会社化。
  - 1月 - 創立者である春日二郎が死去。享年89。
  - 6月28日 - 会長に河原春郎、塩畑一男が社長にそれぞれ就任。
  - 10月1日 - 日本ビクターとの技術開発合弁会社、J&K テクノロジーズ株式会社を設立。
- 2008年10月1日 - 日本ビクターと共同持株会社、JVC・ケンウッド・ホールディングス株式会社を設立。同社の完全子会社となり、相神一裕が社長に就任。
- 2011年10月1日 - 日本ビクター、J&Kカーエレクトロニクスと共にJVCケンウッドに吸収合併され消滅。

## 使用ブランド

### TRIOとKENWOOD
1947年2月に採用された「TRIO」ブランドは、音楽に関係した事業内容にふさわしいブランドとして選ばれたもので、親族による経営（春日仲一・弟の二郎・叔父の久夫の3名）が三重奏のように調和するという願いも込められている。1960年1月には、ブランド名に合わせて、社名がトリオ株式会社（日本国内販売会社はトリオ商事株式会社）に変更されている。
「KENWOOD」ブランドは、1961年11月に日本国外向けブランドとして採用されたものである。アメリカ事務所を設置した際、既に「TRIO」が商標登録されていたため、急遽ブランド名を考えなければならなかった。そこで、よいイメージのあるハリウッドの「WOOD」に、語のつながりがよく高級感がある「KEN」を合わせて「KENWOOD」とした。
日本国内ではブランド「TRIO」のみが使用されていたが、1979年10月に最高級オーディオ製品のLシリーズが導入された際に、その専用ブランドとして「KENWOOD」が初めて使われた。その後、まったく同じオーディオ製品（ミニコンポ、ステレオ）を「TRIO」、「KENWOOD」両ブランドで並行販売したところ「KENWOOD」ブランド製品ばかり売れたこともきっかけとなり、1981年8月には「KENWOOD」がコーポレートブランドとされ、一部製品に「TRIO」を残して、ブランドを「KENWOOD」に統一した。同年よりCIプロジェクトが開始され、翌1982年に新CIが発表された。KENWOODロゴが新しくなった一方で、ブランド統一過程で併存していたTRIOロゴもKENWOODロゴデザインに合わせて開発された。さらに、1986年6月には社名が株式会社ケンウッドに変更されるとともに、全ての製品が「KENWOOD」ブランドに統一された。
2006年には創立60周年を記念して、また2017年には創立70周年を記念して、日本国内向けに「TRIO」ブランドを復活した限定モデルが発売されている。

### KENCRAFT
1970年代にトリオが販売していたキット製品（オーディオ・無線機・測定器）のブランド名

### オーディオ機器のブランド

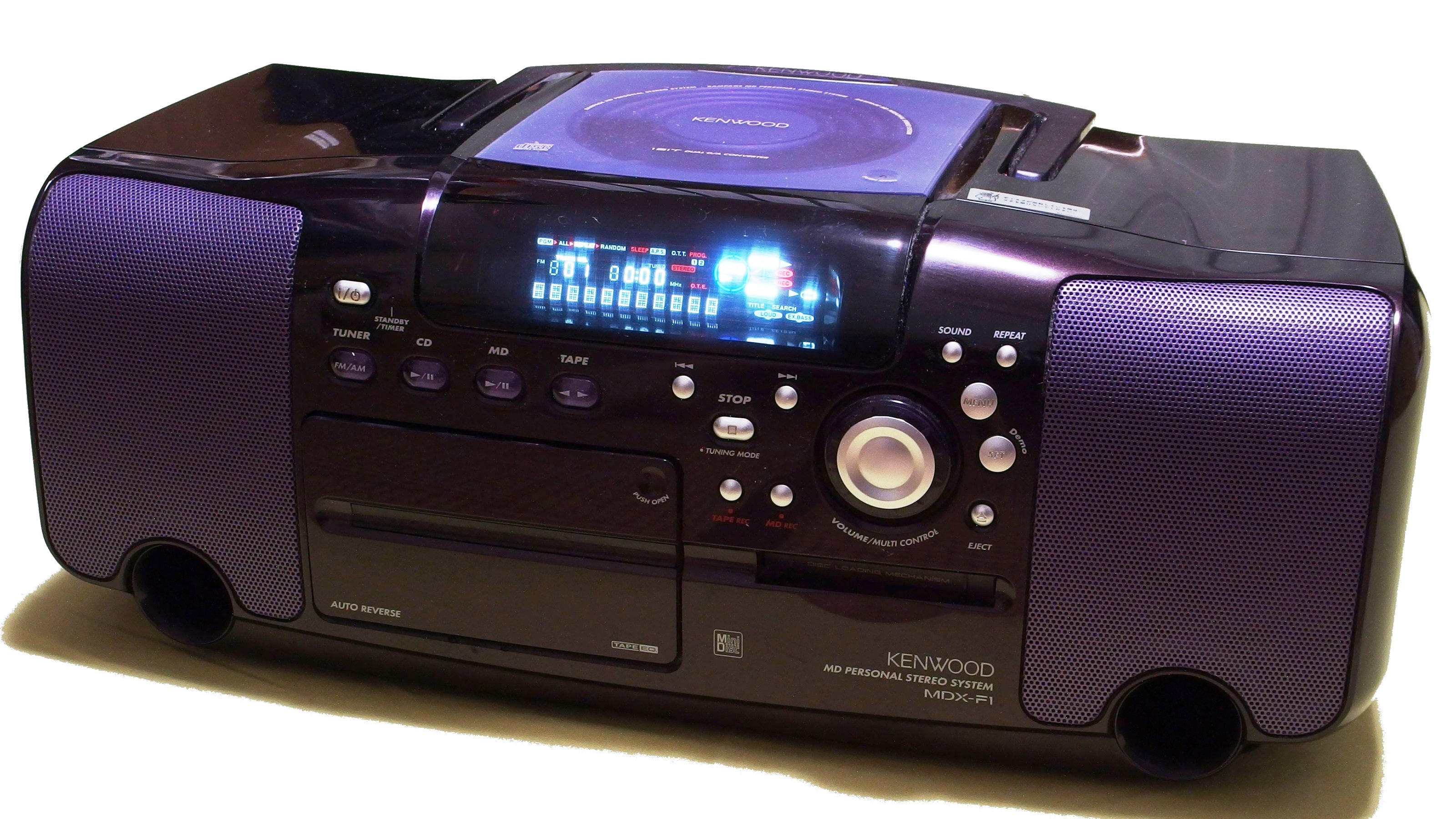
RAMPAGE MDX-F1

- ROXY - 1980年代～1990年代にケンウッドが販売していたミニコンポのブランド名
- ALLORA - 1990年代にケンウッドが販売していたミニコンポのブランド名
- K's - 1990年代にケンウッドが販売していたミニコンポのブランド名
- Avino - 1990年代後半～2000年代前半にケンウッドが販売していたミニコンポのブランド名
- Kseries - ケンウッドが販売しているミニコンポのブランド名
- RAMPAGE - 1990年代後半～2000年代前半にケンウッドが販売していたラジMD・ラジカセのブランド名
- MEDIA keg - ケンウッドが販売していたデジタルオーディオプレーヤーのブランド名（撤退済み）

### カーナビゲーションのブランド
- AVENUE - ケンウッドが販売しているカーナビゲーションシステムのブランド名

### 同名他社
イギリスの調理家電メーカーであるケンウッドとは資本・提携関係は一切なく、社名の由来も異なる（同社の社名は同社の創業者に由来。現在はデロンギ傘下）。同社との識別のため、当社のロゴには「W」に赤い逆三角形が入っている（イギリスのケンウッドのロゴは「K」の斜線部が赤くなっている）。また、同社は日本や北米・中南米では事業展開していないため、事業地域の重複は発生していない。

## 提供番組
- TBS水曜20時枠の連続ドラマ（TBSテレビ）
- 報道特集（同上）

## 広告
- 東急文化会館 - トリオ時代から閉館まで看板が設置された。
- ジャパンFMネットワーク（FM東京） - FM東海の時代から1985年まで、トリオが協賛スポンサーとなって時報CMが放送されていた。時報CMは「共通時報」の形で、FM東京開局当初はFM愛知・FM大阪・FM福岡・極東放送（AM局（のちのFM沖縄））の各局、1981年のJFN結成以降開局した各局でも放送されていた。ナレーション（城達也→矢島正明→窪田等）と、「スッテレオ トリオー」のコーラス（大抵は女性だが、山下達郎が1978年から数年間、アカペラのジングルを吹き込んで制作したことがあり、アルバム『山下達郎CM全集 Vol.1』に収録されている）が流れていた。なお末期にはブランドとしてはケンウッドがメインとなっていたため、ケンウッドブランドでCMを配信していた。